# Samuel Tetteh
Samuel Tetteh (28 de julho de 1996) é um futebolista profissional ganês que atua como atacante.

## Carreira
Samuel Tetteh fez parte do elenco da Seleção Ganesa de Futebol na Campeonato Africano das Nações de 2017.

## Títulos
Red Bull Salzburg
- Campeonato Austríaco: 2016-17